# Анатолиј Бајдачни
Анатолиј Николајевич Бајдачни (рус. Анато́лий Никола́евич Байда́чный; 1. октобар 1952) бивши је руски и совјетски фудбалер и тренер.

## Биографија
Од 1969. до 1974. играо је за Динамо из Москве. Због сукоба са управом Динама, био је принуђен да оде у Динамо Минск. Године 1979. године, током утакмице са Спартаком из Москве, задобио је тешку повреду, због чега је био приморан да рано заврши каријеру.
Дебитовао је за репрезентацију СССР-а 30. априла 1972. у четвртфиналу Еура 1972. против Југославије. Последњу утакмицу одиграо је у финалу Европског првенства против Западне Немачке 14. јуна, када је имао само 19 година. Совјети су освојили сребрну медаљу. Укупно је наступио 5 пута за репрезентацију Совјетског Савеза.
Од 1980. године почиње да ради као фудбалски тренер. Познат је по оштрим изјавама на конференцијама за штампу после меча. Тренирао је бројне клубове из Русије и Белорусије. Освојио је титулу шампиона Белорусије 1997. године.

## Успеси

### Клуб
- Првенство Белорусије: 1997. (као тренер)

### Репрезентација
СССР
- Европско првенство друго место: Белгија 1972. (као играч)